# 范守善
范守善（1947年2月—），中国材料物理和化学专家。生于山西晋城。1970年毕业于清华大学，1973-1975年在清华大学固体物理研究班专修，1981年在清华大学获理学硕士学位。现任清华大学物理系教授、凝聚态物理研究所所长、清华大学材料科学与工程研究院副院长。2003年当选为中国科学院院士。